# Bruna (fiume)
Il Bruna è un fiume di circa 42 km che scorre nella parte settentrionale della provincia di Grosseto.

## Percorso
Il corso d'acqua ha le sue sorgenti nelle Colline Metallifere poco a sud di Massa Marittima. Scorrendo inizialmente verso est, forma il Lago dell'Accesa, quindi riceve un paio di affluenti di sinistra ed effettua infine un'ansa verso destra, deviando la sua direzione verso sud ed entrando nella pianura grossetana settentrionale presso le frazioni di Castellaccia e di Giuncarico nel comune di Gavorrano. Dopo alcuni chilometri, superato l'agglomerato di Macchiascandona, curva nuovamente verso destra piegando in direzione sud-ovest, presso i Ponti di Badia, attraversa interamente la Diaccia Botrona, fino all'abitato di Castiglione della Pescaia, dove, passando sotto al Ponte Giorgini, sfocia nel Mar Tirreno.
Presso la sua foce sorge il porto di Castiglione della Pescaia.

## Regime idrologico

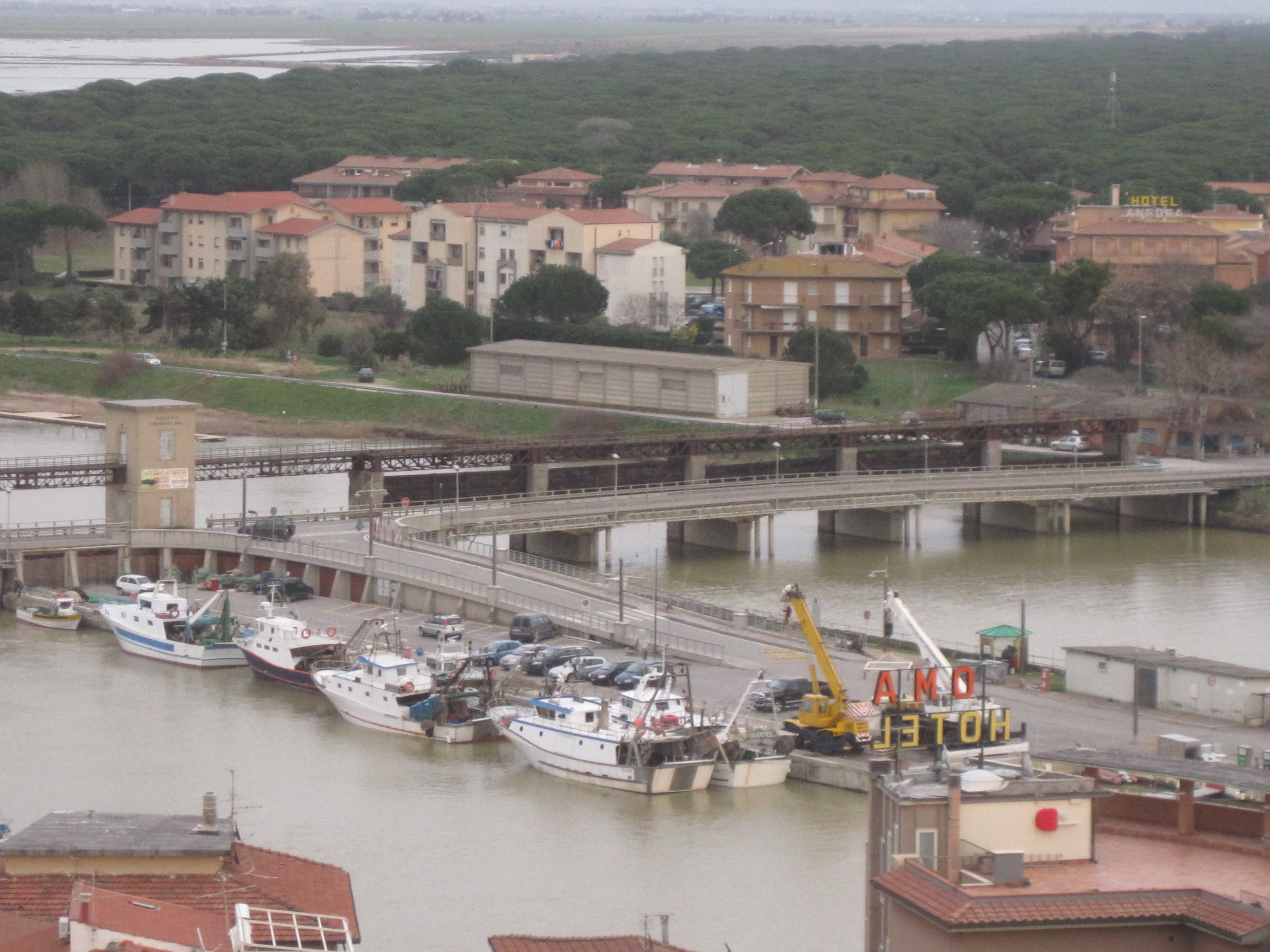
Il Ponte Giorgini alla foce del Bruna

Il Bruna, come tutti i corsi d'acqua che sgorgano dalle Colline Metallifere, è soggetto a cambiamenti di portata piuttosto notevoli durante tutto l'anno.